# Westwood Village Memorial Park Cemetery

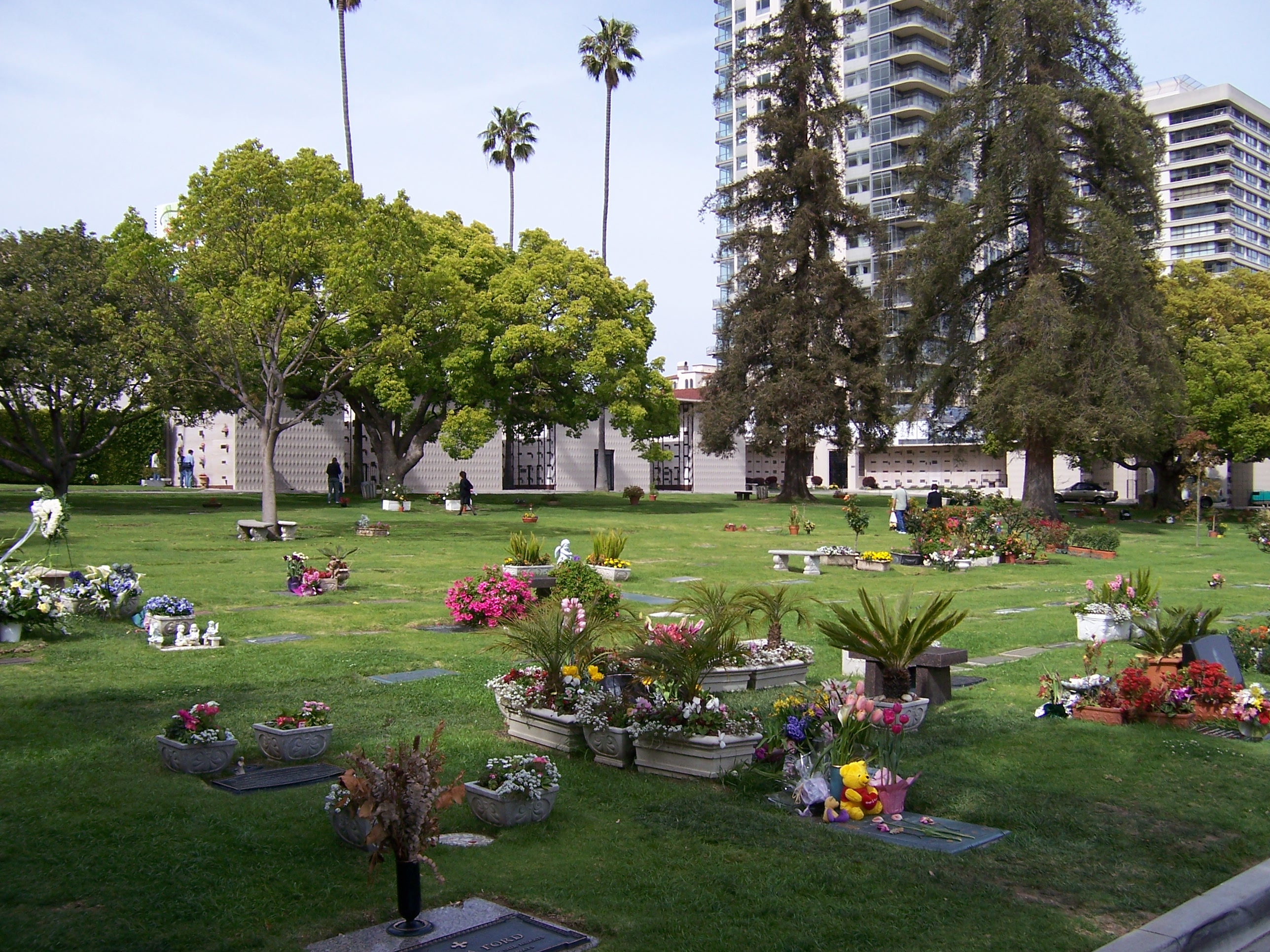
Zicht over het noordoostelijke gedeelte van de begraafplaats.

Het Westwood Village Memorial Park Cemetery is een begraafplaats in Los Angeles, waar veel bekende mensen begraven liggen of een urn met as hebben staan. Ook is er een marmeren muur, de Sanctuary of Tranquility, met urnen van overledenen.

## Bijzonderheden
Het graf dat boven de eeuwige rustplaats van Marilyn Monroe ligt, ging op 24 augustus 2009 via eBay voor 4.602.100 dollar (3,1 miljoen euro) van de hand. Dat was meer dan negen keer zoveel als de startprijs van 500.000 dollar, echter kwam de koper zijn bod uiteindelijk niet na.
Ook een tweede poging om de graftombe te verkopen boven de plek waar Monroe is bijgezet, is mislukt. Een nieuwe veiling leverde geen enkele bieding op volgens organisator Eric Gazin van de online veiling.

## Lijst van begraven personen

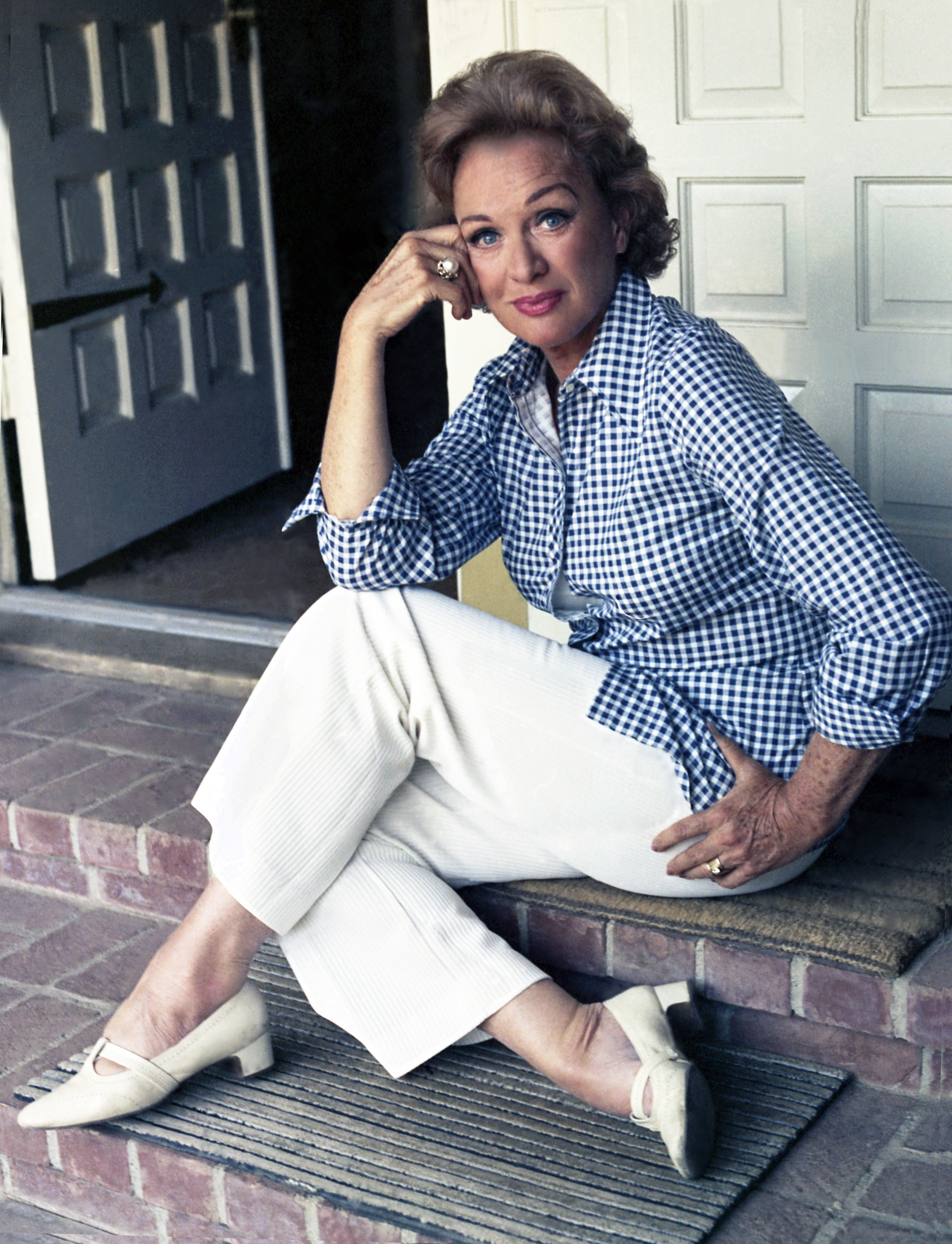
Eve Arden

### A
- Milton Ager (1893-1979), musicus, componist
- Eddie Albert (1906-2005), acteur
- Claud Allister (1888-1970), acteur
- Eve Arden (1908-1990), actrice
- Jack Arnold (1916-1992), regisseur
- James Aubrey (1918-1994), producer

### B
- Jim Backus (1913-1989), acteur

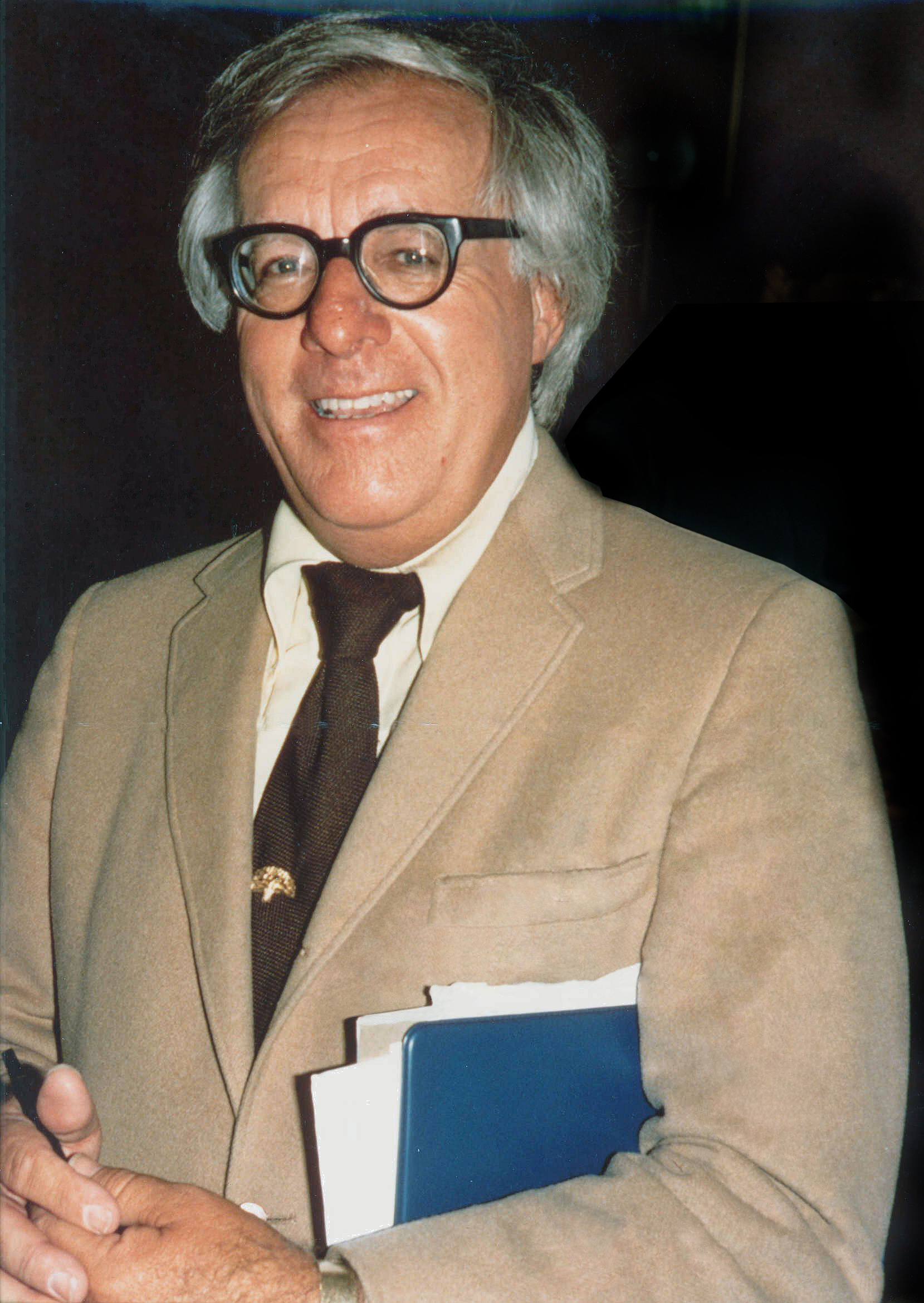
Ray Bradbury

- Robert Bloch (1917-1994), schrijver
- Ray Bradbury (1920-2012), schrijver
- Fanny Brice (1891-1951), actrice, blijspelactrice, Vaudeville-performer (oorspronkelijk begraven in Home of Peace Cemetery)

### C

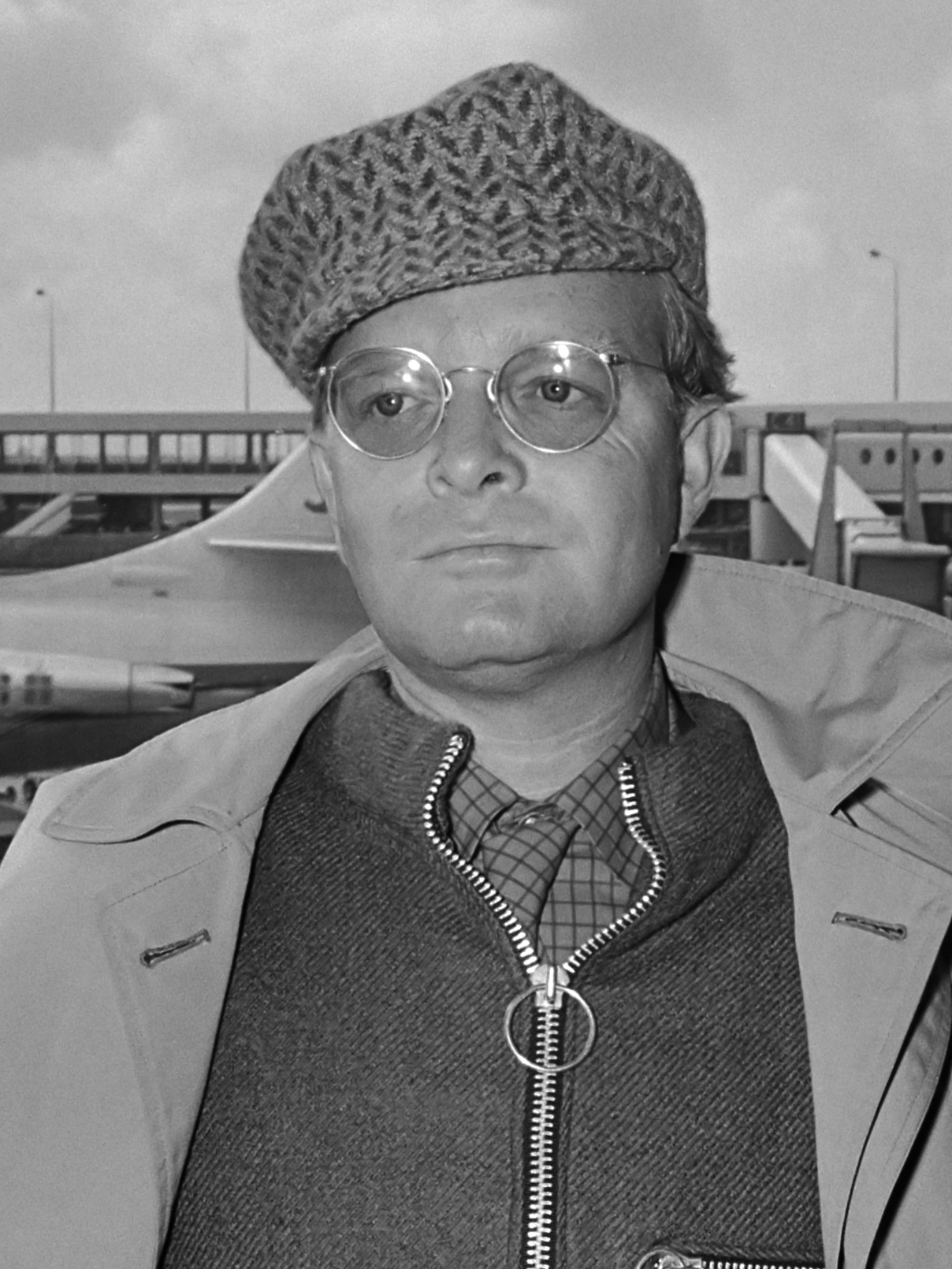
Truman Capote

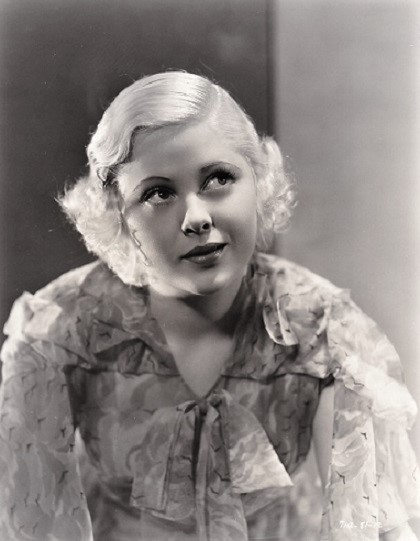
Mary Carlisle

- Truman Capote (1924-1984), acteur, schrijver
- Mary Carlisle (1914-2018), actrice, zangeres
- John Cassavetes (1929-1989), acteur, scenarioschrijver, regisseur, producer
- Mario Castelnuovo-Tedesco (1895-1968), componist
- James Coburn (1928-2002), acteur
- Ray Conniff (1916-2002), musicus
- Richard Conte (1910-1975), acteur
- Tim Conway (1933-2019), acteur

### D

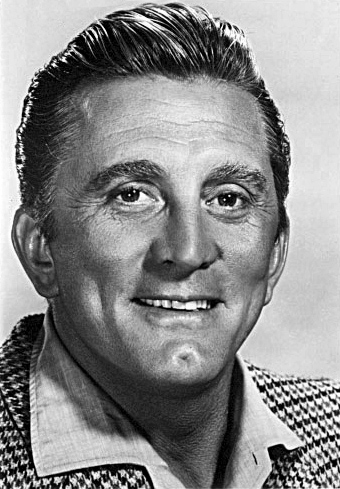
Kirk Douglas

- Rodney Dangerfield (1921-2004), blijspelacteur, acteur
- Philip Dorn (1901-1975), Nederlands acteur, Nederlands eerste mannelijke Hollywood-ster
- Kirk Douglas (1916-2020), acteur
- Dominique Dunne (1959-1982), actrice, zus van acteur-regisseur Griffin Dunne
- Ariel Durant (1898-1981), historicus, Pulitzer Prize voor literatuur

### E
- Ray Evans (1915-2007), componist

### F
- Peter Falk (1927 - 2011), acteur

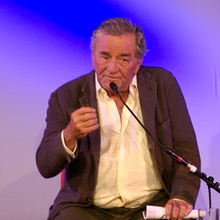
Peter Falk

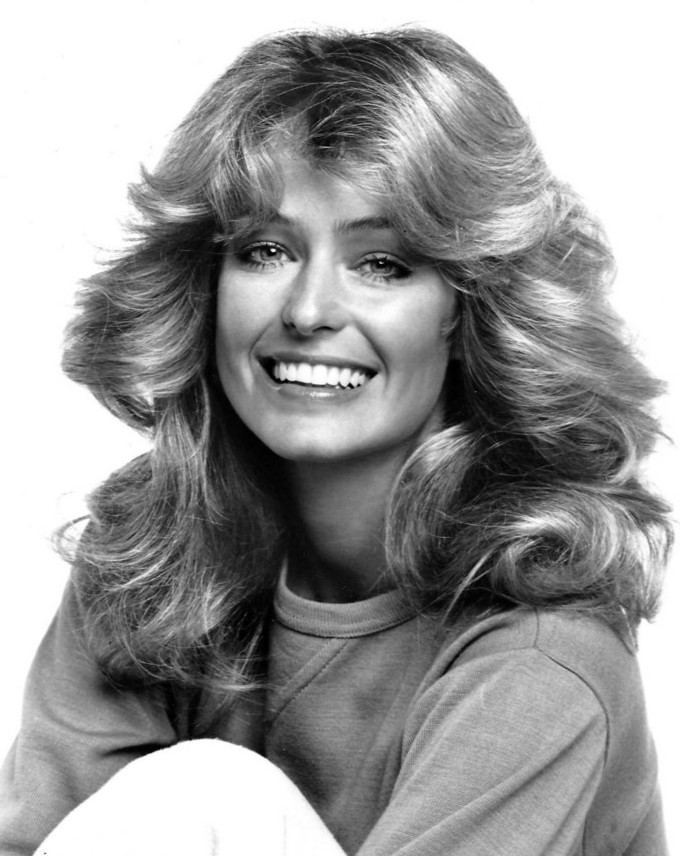
Farrah Fawcett

- Farrah Fawcett (1947-2009), actrice
- Michael Fox (1921-1996), acteur

### G

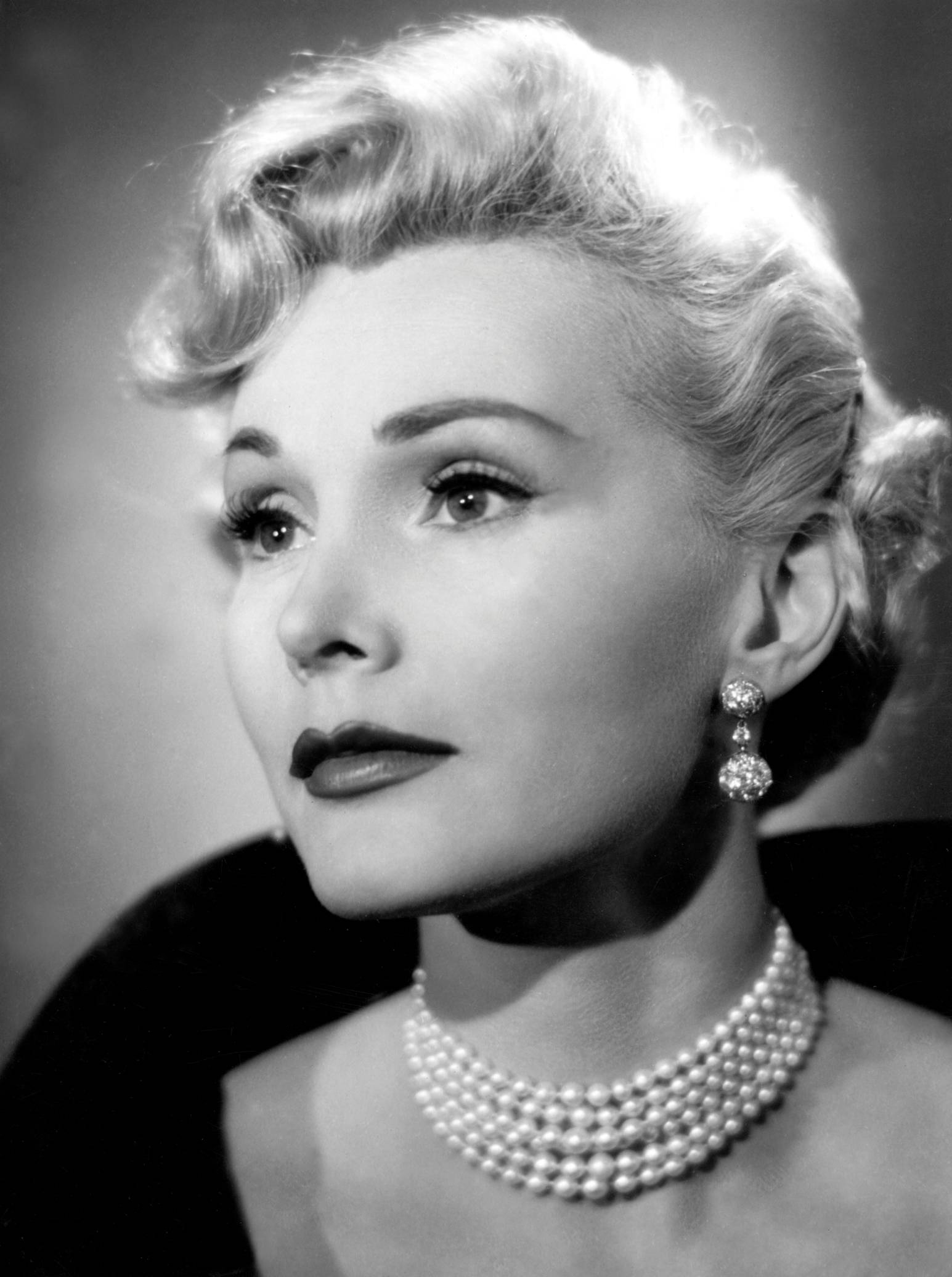
Zsa Zsa Gábor

- Eva Gabor (1919-1995), Hongaars-Amerikaans actrice
- Zsa Zsa Gabor (1917-2016), Hongaars-Amerikaans actrice
- Michael V. Gazzo (1923-1995), acteur
- Paul Gleason (1939-2006), acteur
- Coleen Gray (1922-2015), actrice
- Jane Greer (1924-2001), actrice
- Merv Griffin (1925-2007), praatprogrammapresentator

### H

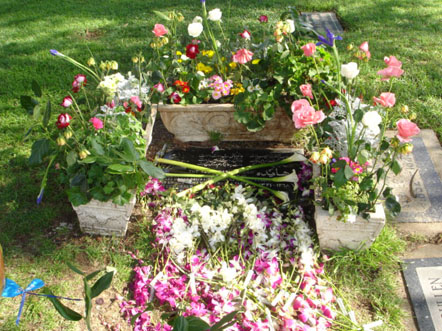
Graf van Hayedeh, zangeres/diva te Westwood Village Memorial Park Cemetery

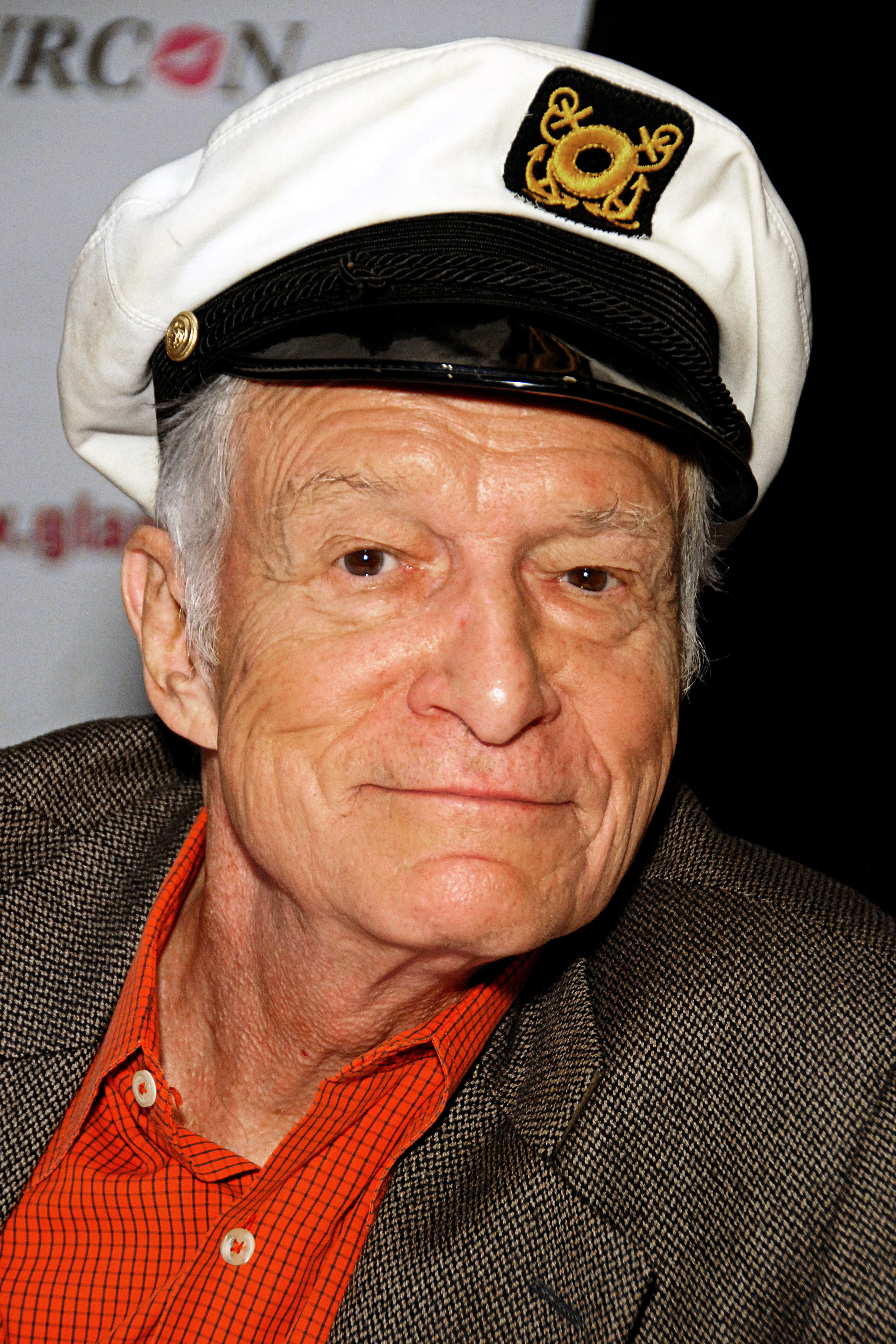
Hugh Hefner

- Hayedeh (1942-1990), Iraans zangeres
- Carrie Hamilton (1963-2002), actrice, zangeres, dochter van Carol Burnett
- Armand Hammer (1898-1990), oliebaron en kunstverzamelaar
- Hugh Hefner (1926-2017), oprichter van Playboy

### J

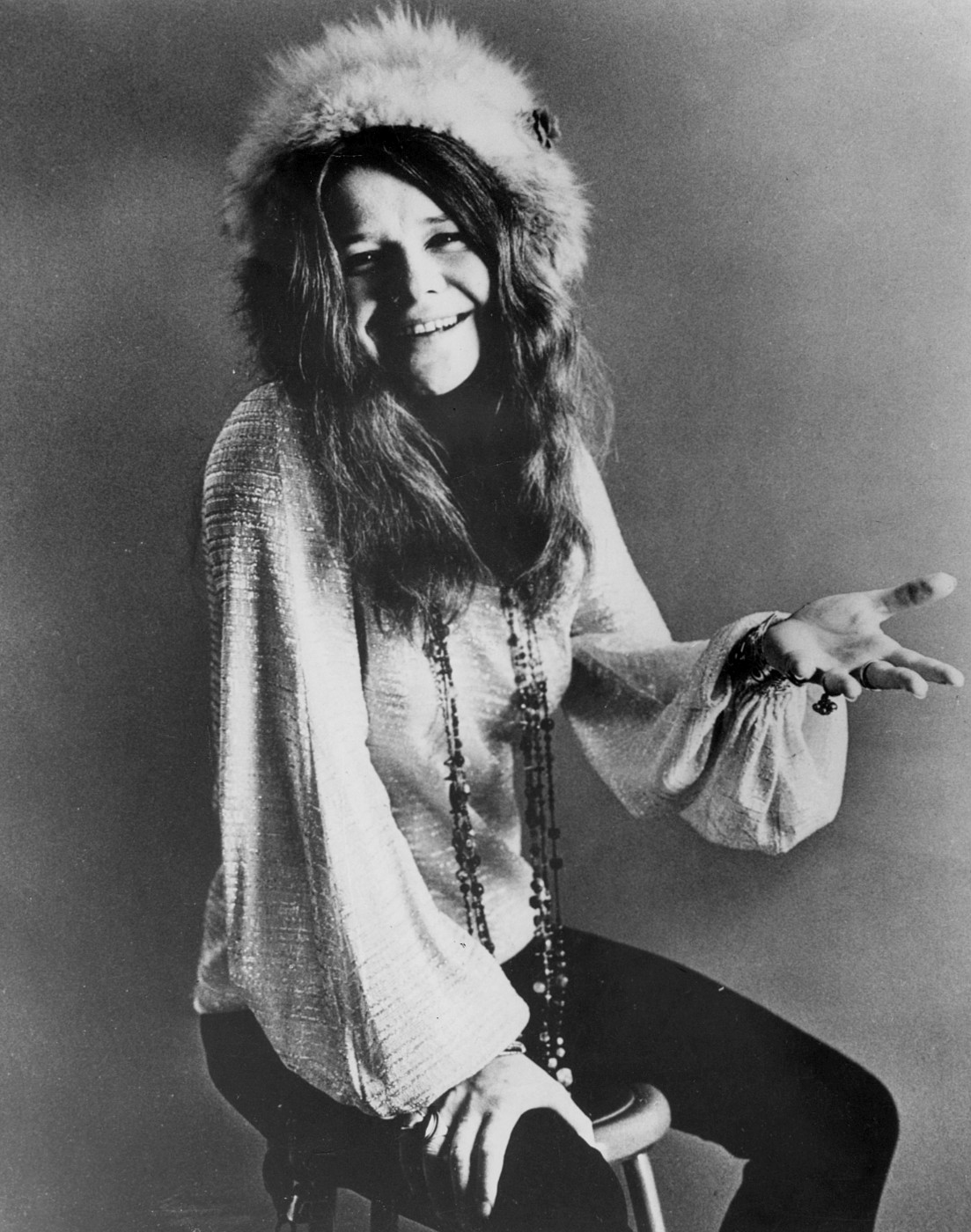
Janis Joplin

- Nunnally Johnson (1897-1977), filmmaker
- Janis Joplin (1943-1970), zangeres, gecremeerd te Westwood Park, later verstrooid in zee

### K
- Gene Kelly, acteur, danser, zanger, regisseur, gecremeerd te Westwood Park, later verstrooid in zee
- Nancy Kelly (1921-1995), actrice
- Stan Kenton (1911-1979), orkestleider
- Don Knotts (1924-2006), acteur

### L

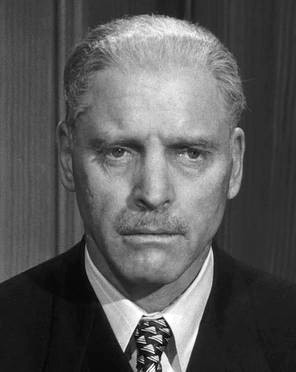
Burt Lancaster

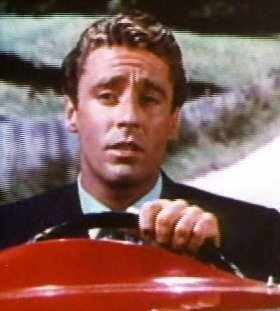
Peter Lawford

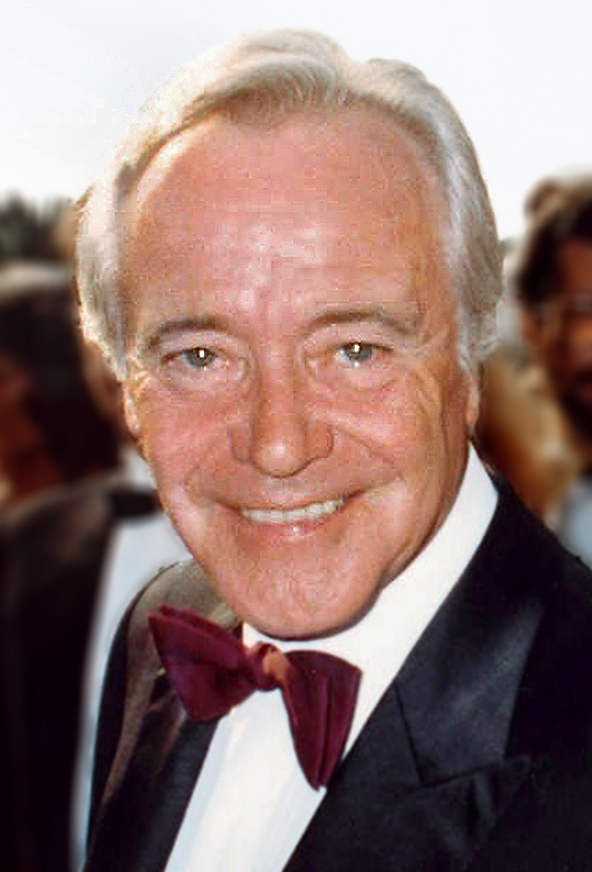
Jack Lemmon

- Burt Lancaster (1913-1994), acteur
- Peter Lawford (1923-1984), acteur, oorspronkelijk gecremeerd te Westwood Park, later verstrooid in de Grote Oceaan
- Marc Lawrence (1910-2005), acteur
- Anna Lee (1913-2004), actrice, gecremeerd te Westwood Park, later verstrooid in zee; heeft een gedenksteen in Westwood Park
- Peggy Lee (1920-2002), zangeres
- Ernest Lehman (1915-2005), scenarioschrijver
- Jack Lemmon (1925-2001), acteur
- Robert Loggia (1930-2015), acteur en regisseur

### M

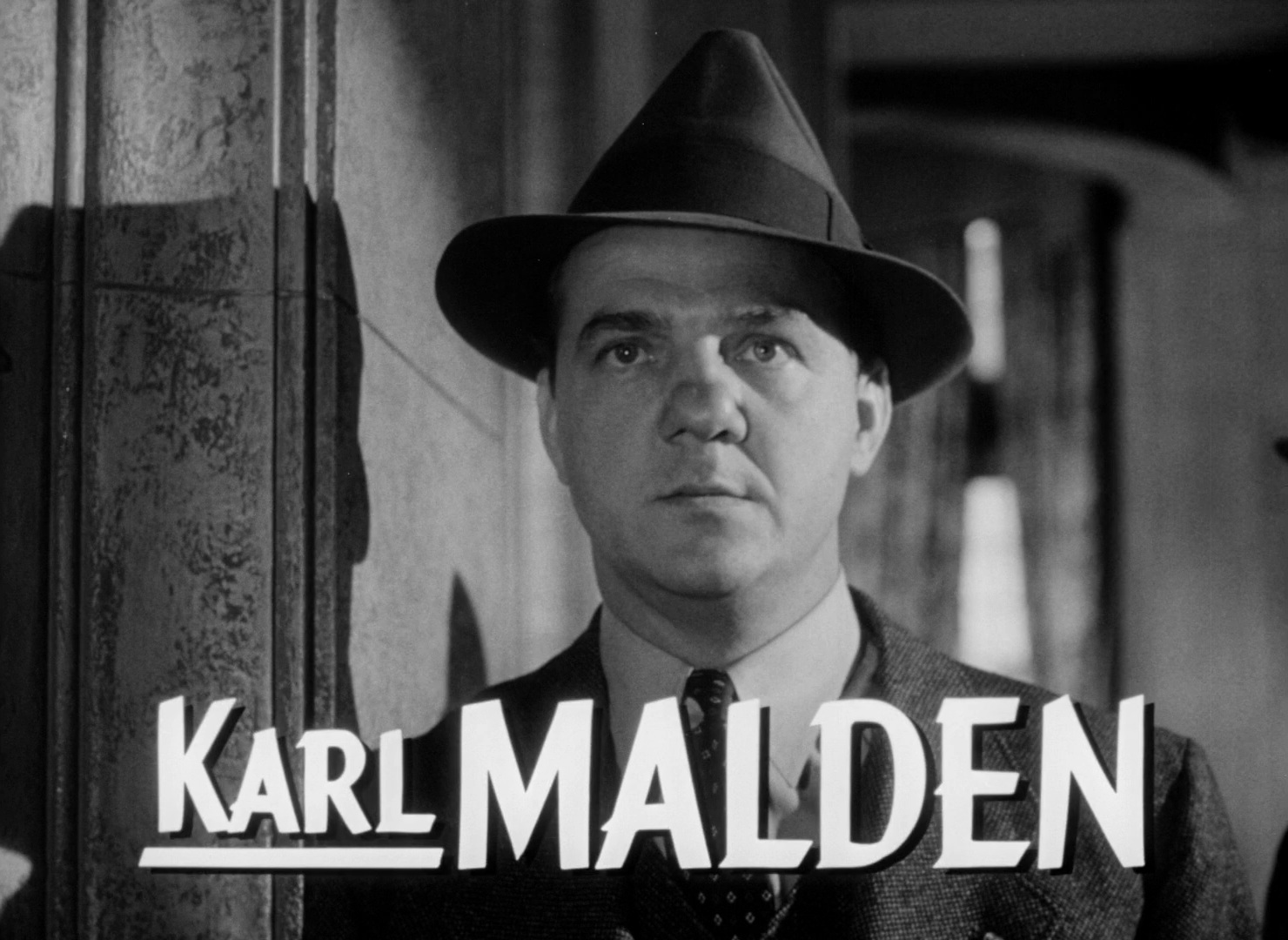
Karl Malden

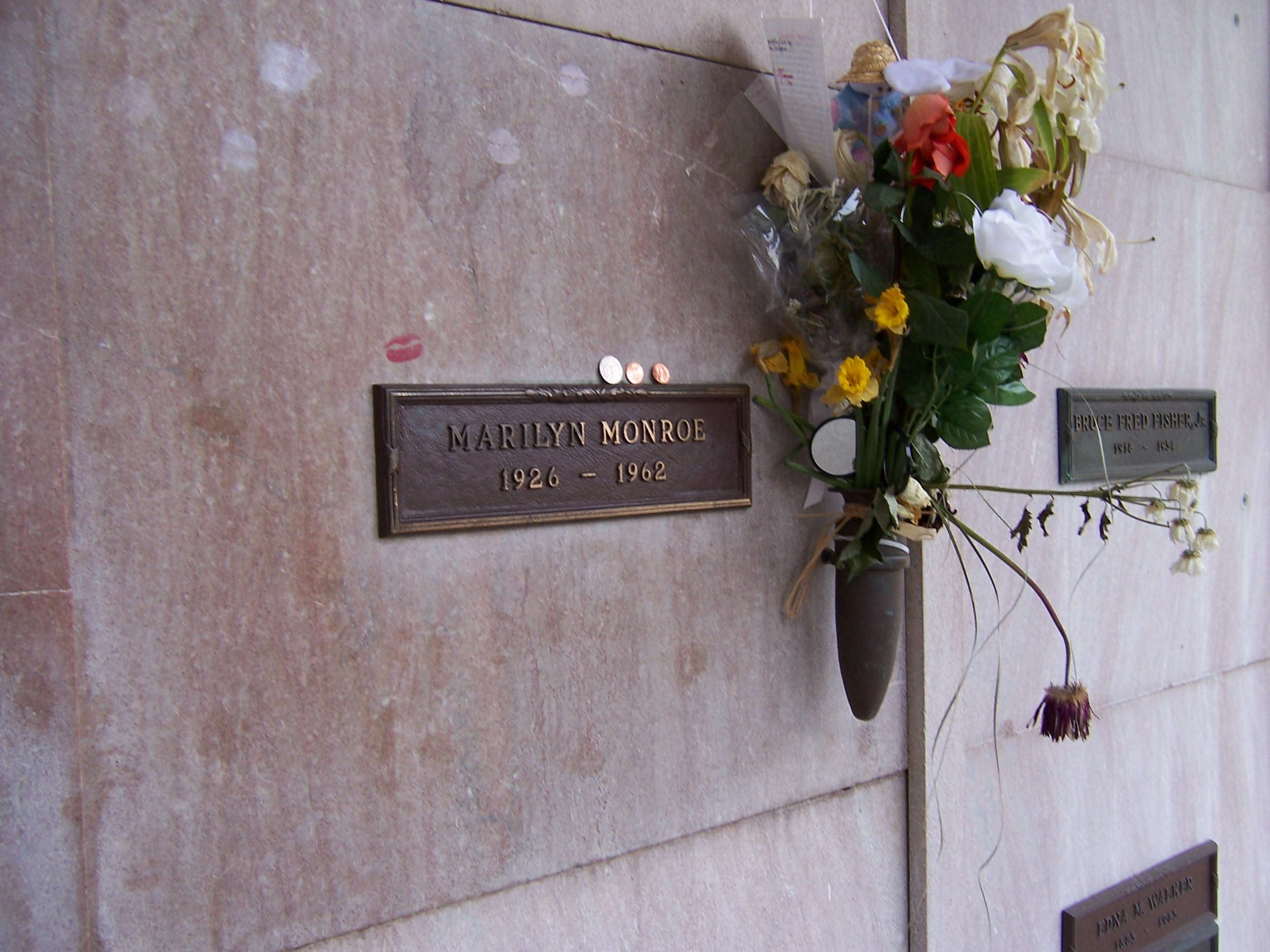
Grafkamer van Marilyn Monroe

- Alexander Mackendrick (1912-1993), regisseur
- Karl Malden (1912-2009), acteur
- Janet Margolin (1943-1993), actrice
- Dean Martin (1917-1995), acteur, zanger
- Andrew Marton (1904-1992), acteur
- Pamela Mason (1916-1996), actrice
- Walter Matthau (1920-2000), acteur
- Ruth McDevitt (1895-1976), actrice
- Rod McKuen (1933-2015), dichter, zanger, singer-songwriter, componist en acteur
- Lewis Milestone (1895-1980), regisseur
- Marvin E. Miller (1913-1985), acteur
- Shirley Mitchell (1919-2013), actrice, echtgenote van Jay Livingston; toekomstige begraafplaats
- Marilyn Monroe (1926-1962), actrice, zangeres, model
- Elizabeth Montgomery (1933-1995), actrice, gecremeerd, as is naar familie en vrienden

### N
- Robert Newton (1905-1956), acteur
- Lloyd Nolan (1902-1985), acteur

### O

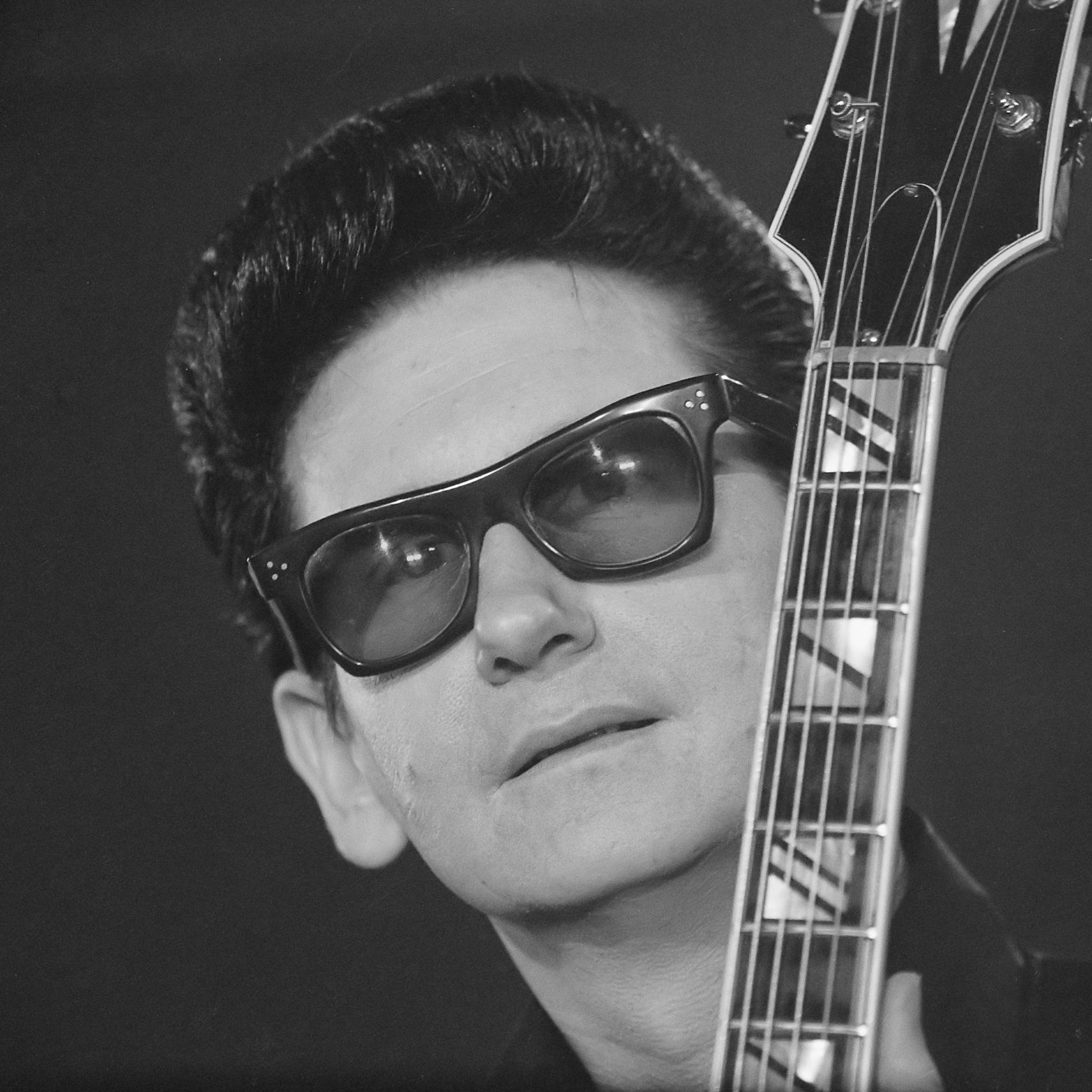
Roy Orbison

- Carroll O'Connor (1924-2001), acteur
- Heather O'Rourke (1975-1988), actrice
- Roy Orbison (1936-1988), rock-'n-rollzanger; anoniem graf

### P
- Bettie Page (1923-2008), model
- Gregor Piatigorsky (1903-1976), cellist

### R
- Donna Reed (1921-1986), actrice

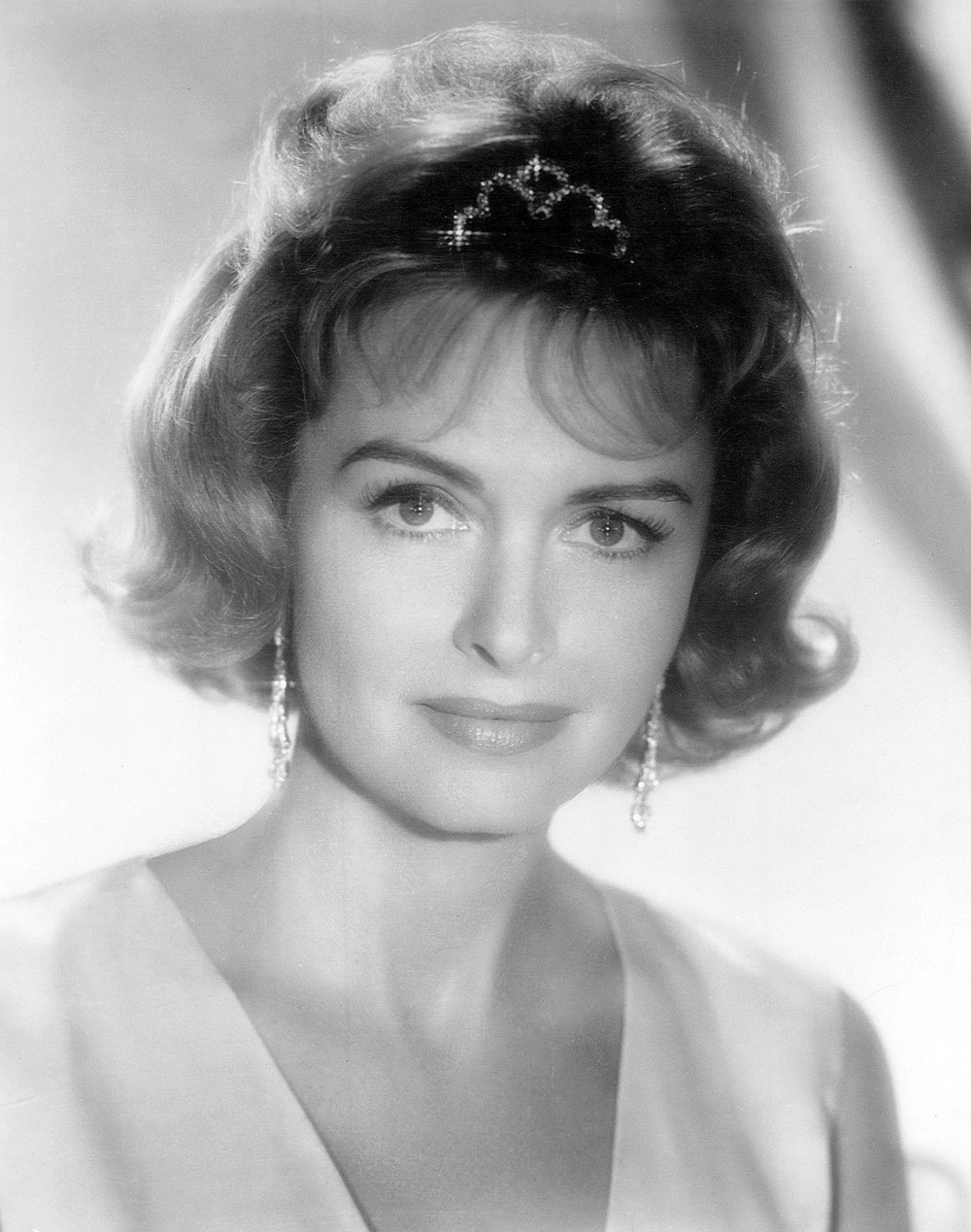
Donna Reed

- Buddy Rich (1917-1987), drummer, bandleider
- Minnie Riperton (1947-1979), zangeres
- Herbert Ross (1925-2001), regisseur

### S
- Franklin J. Schaffner (1920-1989), regisseur
- Ernest B. Schoedsack (1893-1979), regisseur
- George C. Scott (1927-1999), acteur; anoniem graf
- Sidney Sheldon (1917-2007), schrijver
- Sam Simon (1955-2015), scenarioschrijver
- Robert Stack (1919-2003), acteur
- Josef von Sternberg (1894-1969), regisseur
- Dorothy Stratten (1960-1980), actrice, Playboy-playmate

### T
- Marshall Thompson (1925-1992), acteur
- Ernst Toch (1887-1964), componist
- Mel Tormé (1925-1999), zanger

### W
- Ray Walston (1914-2001), acteur (gecremeerd)
- Chrissie White (1895-1989), actrice in stomme films
- Cornel Wilde (1915-1989), acteur
- Billy Wilder (1906-2002), filmregisseur
- Carl Wilson (1946-1998), zanger
- Estelle Winwood (1883-1984), actrice
- Natalie Wood (1938-1981), actrice

### Z

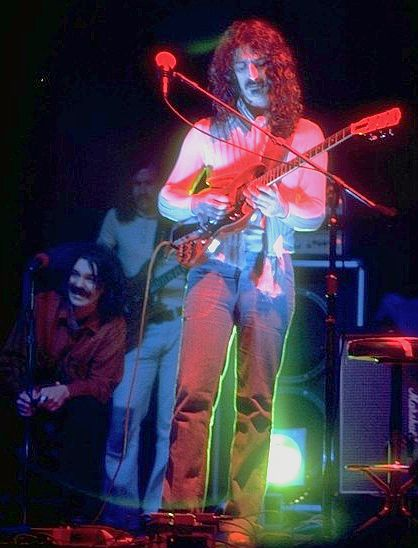
Frank Zappa

- Darryl F. Zanuck (1902-1979), hoofd van 20th Century Fox-studio's
- Virginia Zanuck (1908-1982), actrice, echtgenote van Darryl
- Frank Zappa (1940-1993), componist, musicus; anoniem graf